# Universal Software Radio Peripheral
Universal Software Radio Peripheral(USRP)は、ソフトウェア無線の開発に使用する無線周波数の信号入出力モジュール。

## 概要
オープンソースハードウェアとして回路図やFPGAプログラムが公開されていて、GNU Radioとほぼ1対1の関係を持つほど親和性の良い無線周波数の信号入出力モジュールでUSRPはSDR機器のアナログRF回路とコンピュータの間で信号のディジタル変換と定型的な高速デジタル信号処理を担当してGNU Radioは通信のための復調や波形生成（変調）などの複雑な変復調を担当する。USRPで行う信号処理は受信では A−D変換、ダウン・コンバージョン、帯域制限と間引き処理であり、送信では補間、アップ・コンバージョンとD−A変換を分担する。
Ettus Research社やナショナルインスツルメンツ社などから販売されている。
複数の帯域でラジオ周波数信号を送受信が可能で教育や研究に使用される。NI LabVIEWと併用することで無線/通信の教育、研究に使用される。

## 文献
- “GNU RadioとUSRPを利用した無線通信プログラミング” (PDF). 2017年1月20日閲覧。
- “Gnu Radio/USRPを用いた研究事例と今後の展開” (PDF). 2017年1月20日閲覧。